# Parabole des vierges sages

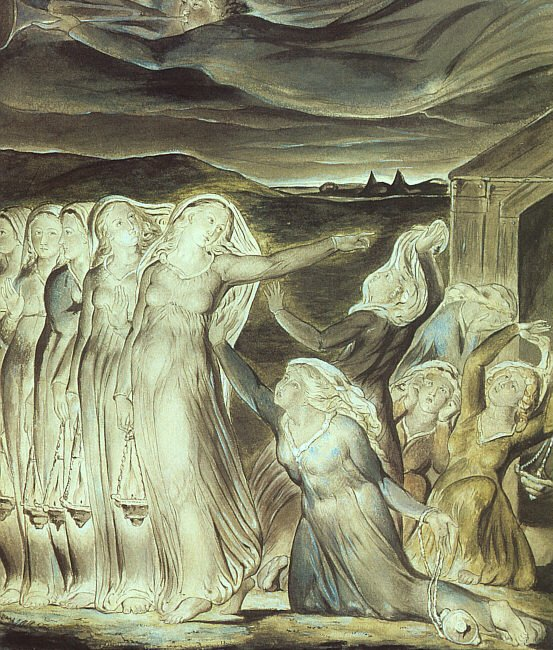
La Parabole des Vierges sages et des Vierges folles (1822) par William Blake, Galerie Tate.

Les dix Vierges, ou les Vierges folles et Vierges sages, est une parabole de l'évangile selon Matthieu, qui est le seul des quatre évangélistes à la rapporter. Elle appartient donc au Sondergut de cet évangile. Elle met en image l'appel de Jésus-Christ à la vigilance en suivant les principes de la fidélité à sa parole, à la miséricorde et à la charité pour gagner, après la mort, le Royaume de Dieu plutôt que la perdition en enfer.

## Texte
« Alors le royaume des cieux sera semblable à dix vierges qui, ayant pris leurs lampes, allèrent à la rencontre de l'époux. Cinq d'entre elles étaient folles, et cinq sages. Les folles, en prenant leurs lampes, ne prirent point d'huile avec elles; mais les sages prirent, avec leurs lampes, de l'huile dans des vases. Comme l'époux tardait, toutes s'assoupirent et s'endormirent. Au milieu de la nuit, on cria: "Voici l'époux, allez à sa rencontre!". Alors toutes ces vierges se réveillèrent, et préparèrent leurs lampes. Les folles dirent aux sages: "Donnez-nous de votre huile, car nos lampes s'éteignent". Les sages répondirent: "Non; il n'y en aurait pas assez pour nous et pour vous; allez plutôt chez ceux qui en vendent, et achetez-en pour vous". Pendant qu'elles allaient en acheter, l'époux arriva; celles qui étaient prêtes entrèrent avec lui dans la salle des noces, et la porte fut fermée. Plus tard, les autres vierges vinrent, et dirent: "Seigneur, Seigneur, ouvre-nous". Mais il répondit : "Je vous le dis en vérité, je ne vous connais pas". Veillez donc, puisque vous ne savez ni le jour, ni l'heure. »

— Évangile selon Matthieu, chapitre 25, versets 1 à 13, traduction de Louis Segond.

## Interprétation
Dans l’antiquité juive, les lampes, assez grossières, nécessitaient une provision d’huile importante qui devait être renouvelée pour un éclairage prolongé. La cérémonie du mariage avait lieu généralement le soir, et le festin se déroulait dans la maison de l’époux.
Les vierges sont dites « folles » car elles se révèlent imprévoyantes et sottes. Les vierges sages au contraire  veillent, en étant attentives et en entretenant l’huile dans leur lampe, c’est-à-dire l’action de l’Esprit saint dans leur âme.
L’huile représente la miséricorde (en grec, le mot « huile », ἒλαιον, et le mot « miséricorde », ἒλεος, sont homophones). Dans sa 12e homélie, Jean Chrysostome explique que les vierges sont qualifiées de « folles », car elles ont vaincu un ennemi puissant qui est l’amour charnel mais n’ont pas réussi à vaincre un ennemi plus faible qui est le manque de miséricorde. Grégoire le Grand ajoute que les vases représentent nos cœurs, et l'huile l'éclat intérieur de la gloire, c'est-à-dire les vertus.
Pour Grégoire le Grand, les vierges sont le symbole de l'Église vivante qui regroupe les sages comme ceux qui le sont moins.
Dans son homélie 78, Jean Chrysostome rapproche ce passage biblique de la parabole des talents que l'on retrouve au chapitre 15 de l'Évangile selon Jean : « Il faut porter du fruit… et mon Père (le vigneron) sera glorifié. »

## Les Vierges sages et les Vierges folles dans les arts
Plusieurs cathédrales gothiques comprennent des représentations de la parabole sous forme de sculptures. À Amiens comme à Paris, la statue du Christ, sur le trumeau du portail central, est encadrée, de chaque côté de la porte, par les cinq Vierges sages à la droite du Christ et les cinq Vierges folles à sa gauche. Les Vierges sages ont une attitude posée et portent des coupes droites ; les Vierges folles ont un air négligé et leurs coupes sont renversées.

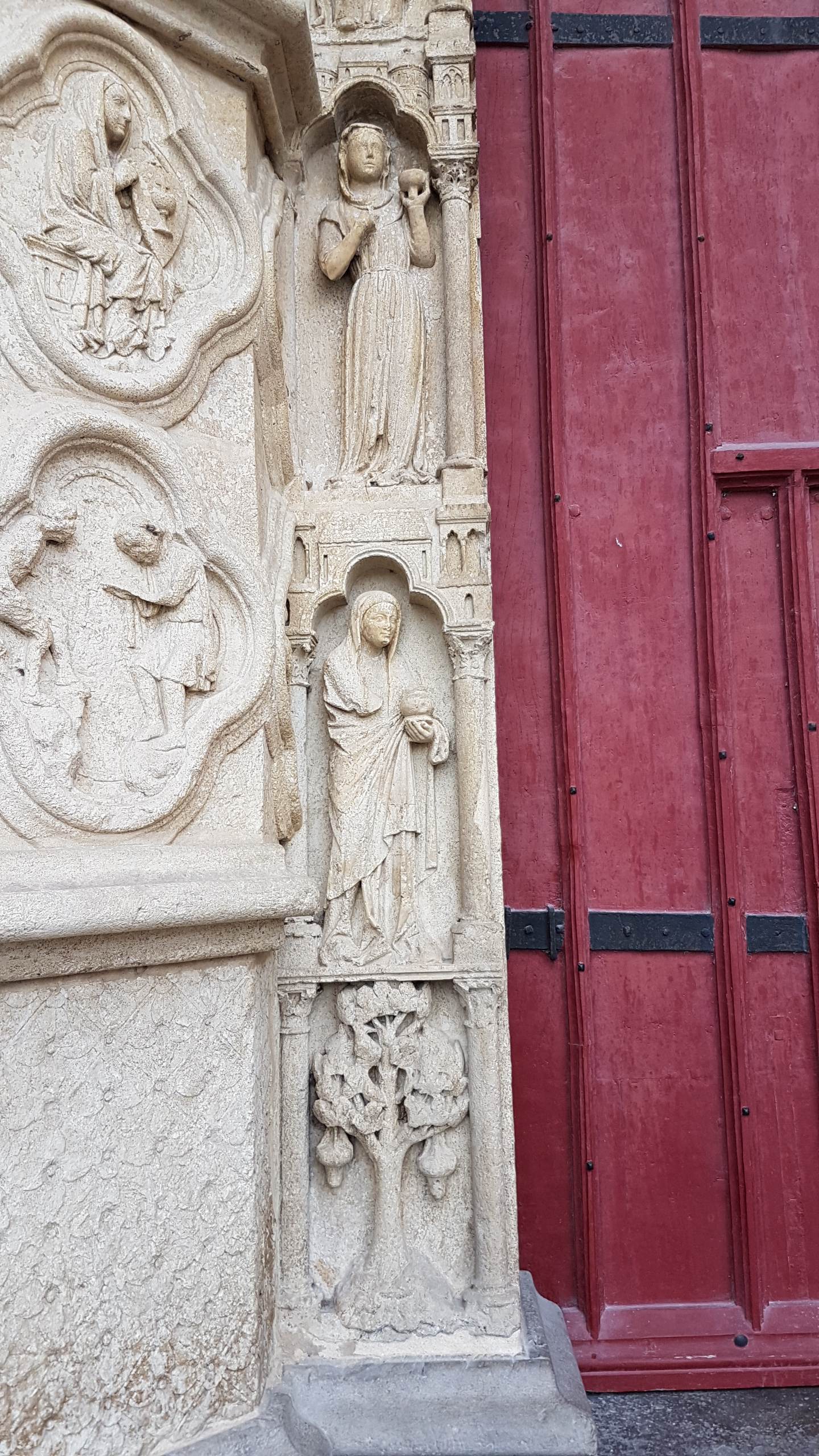
Deux Vierges sages à Amiens
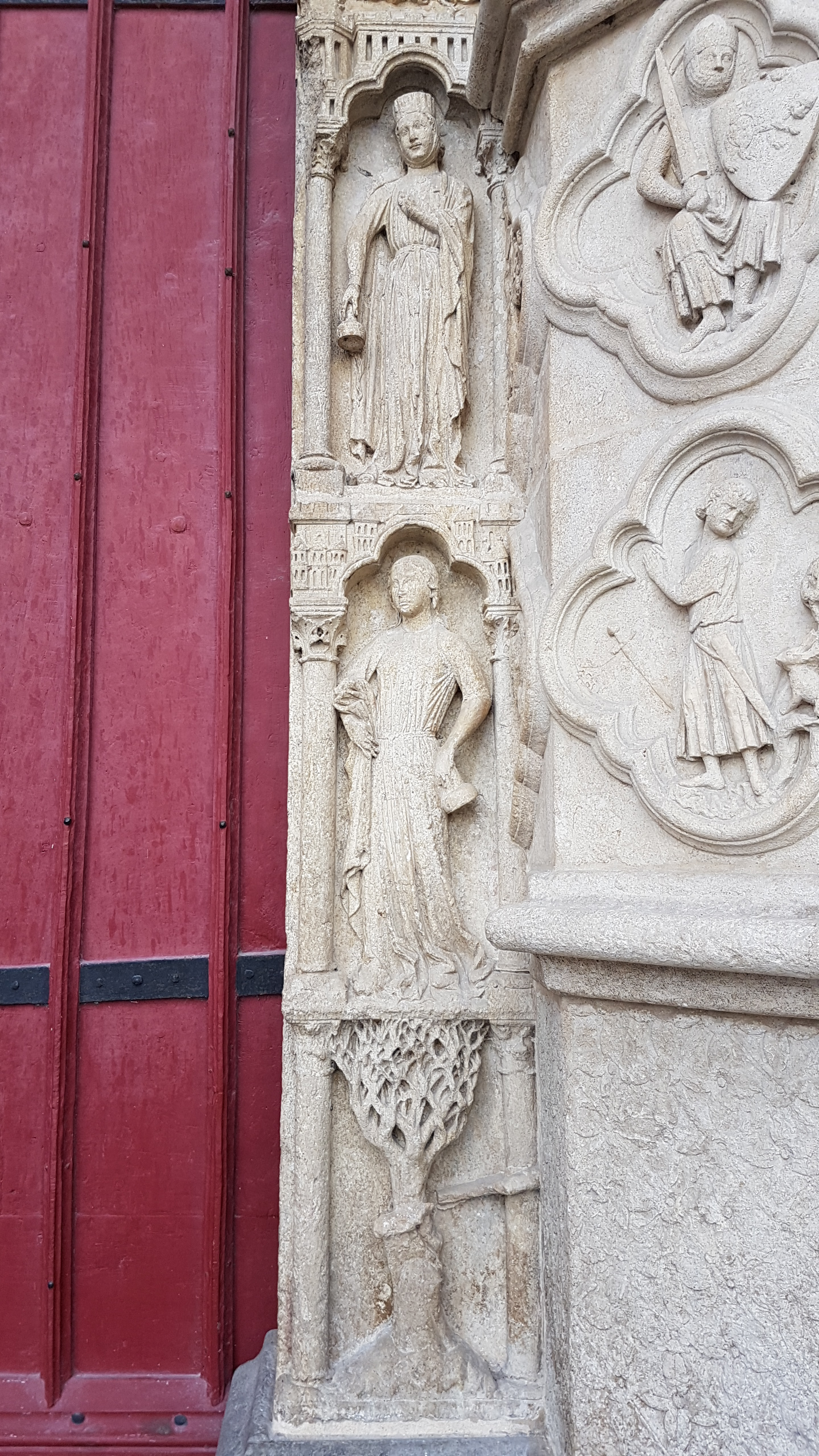
Deux Vierges folles à Amiens
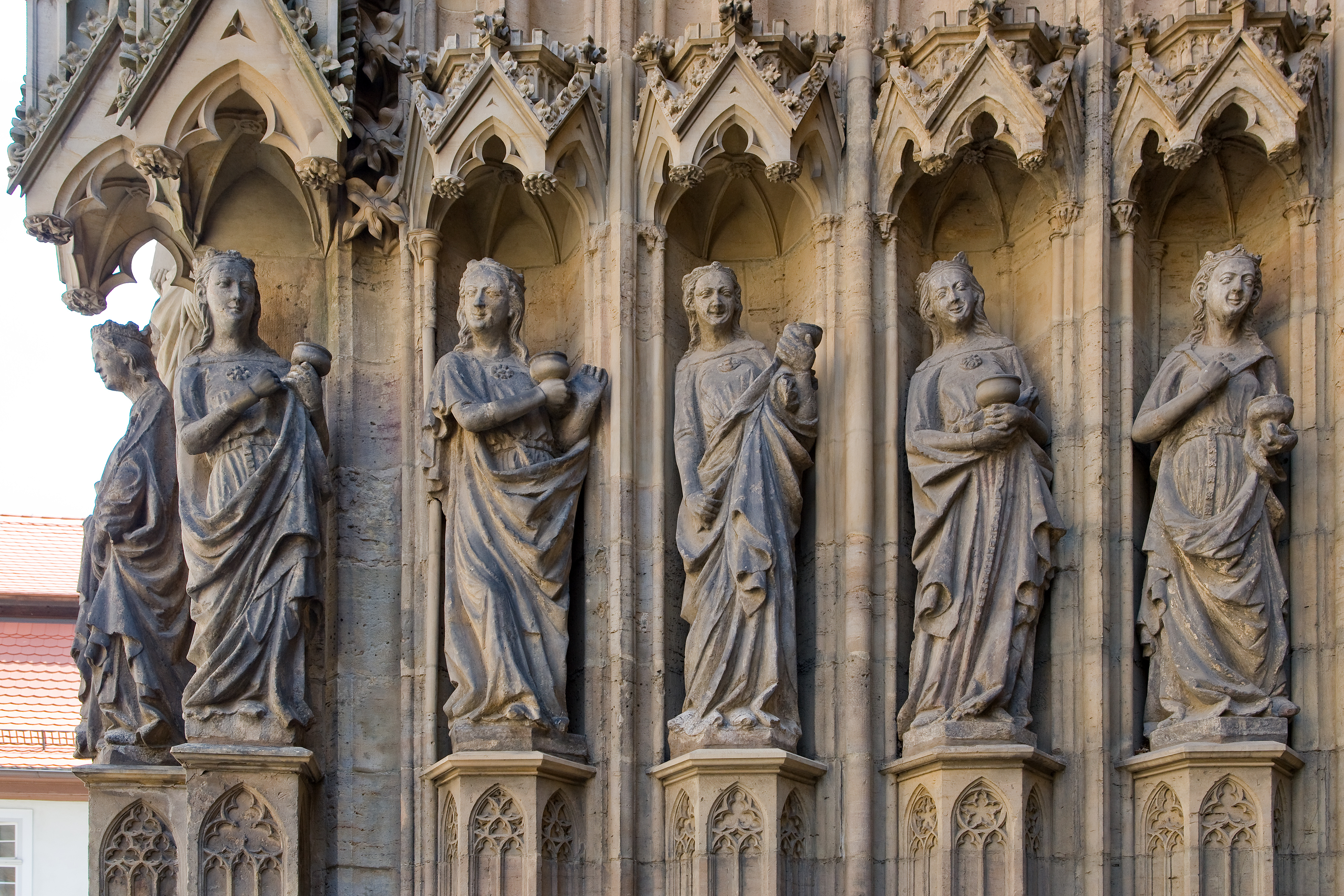
Les Vierges sages à la cathédrale d'Erfurt
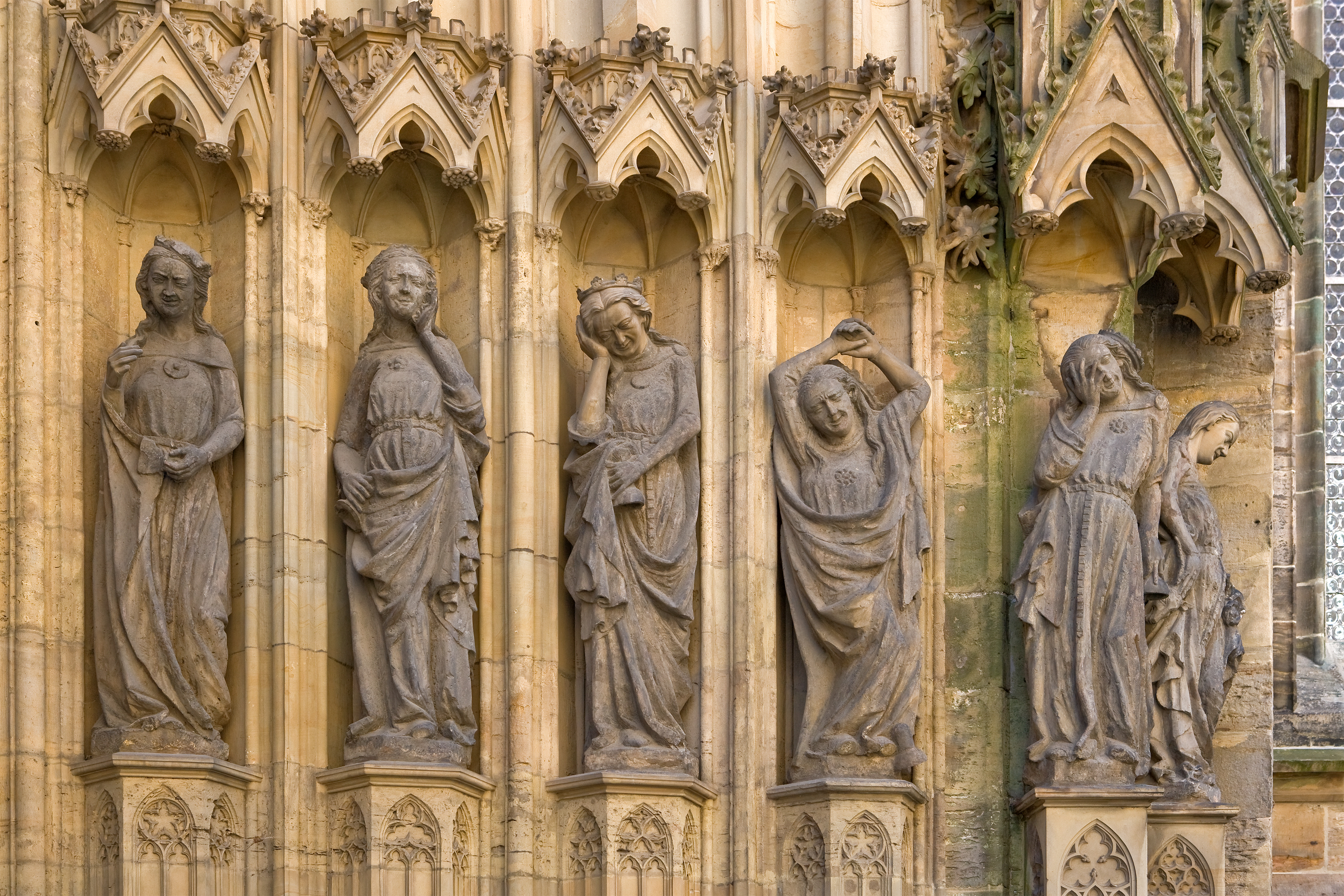
Les Vierges folles à la cathédrale d'Erfurt

Le thème est également représenté en peinture.

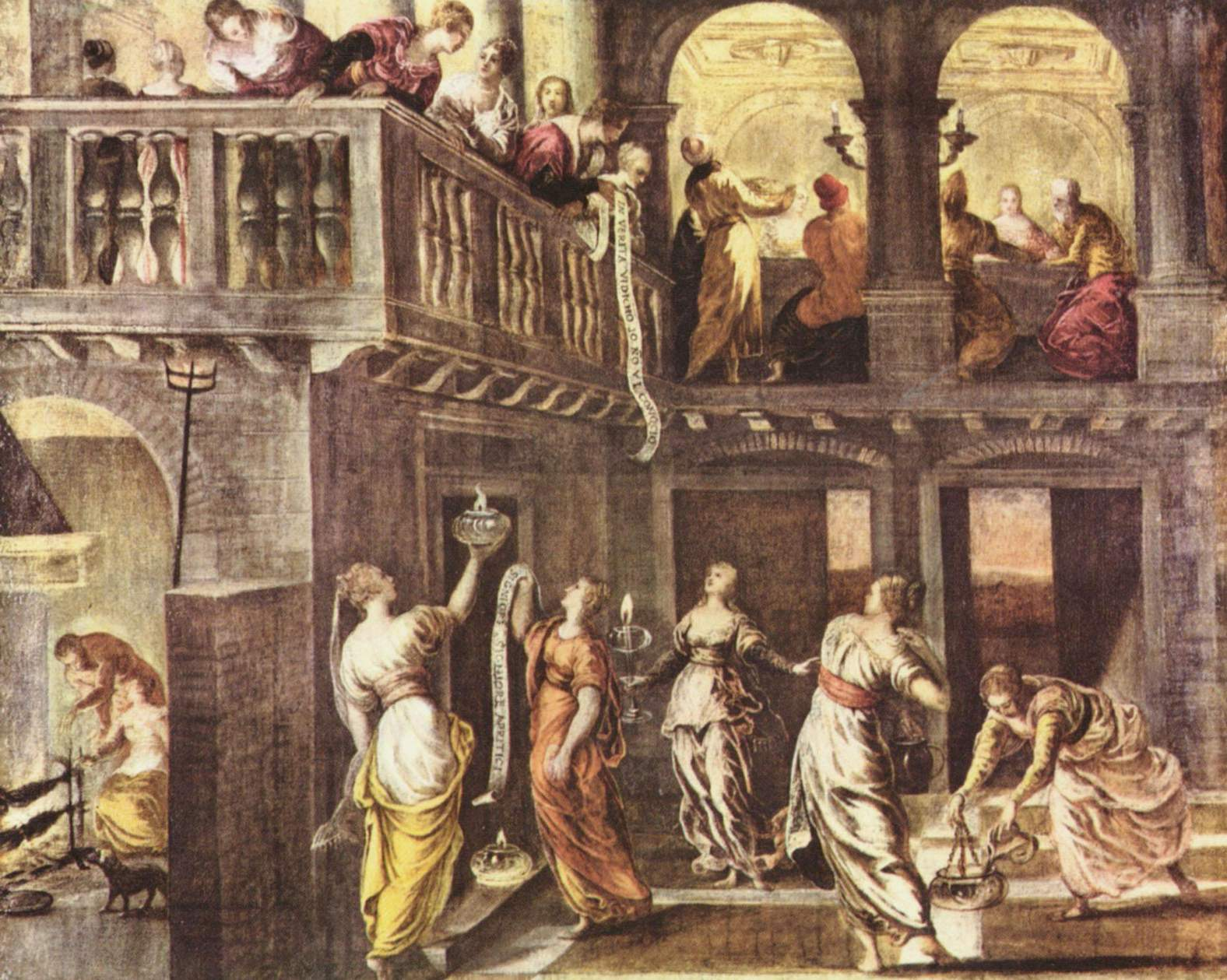
Tintoret, Les Vierges sages et les Vierges folles. Musée Boijmans Van Beuningen.
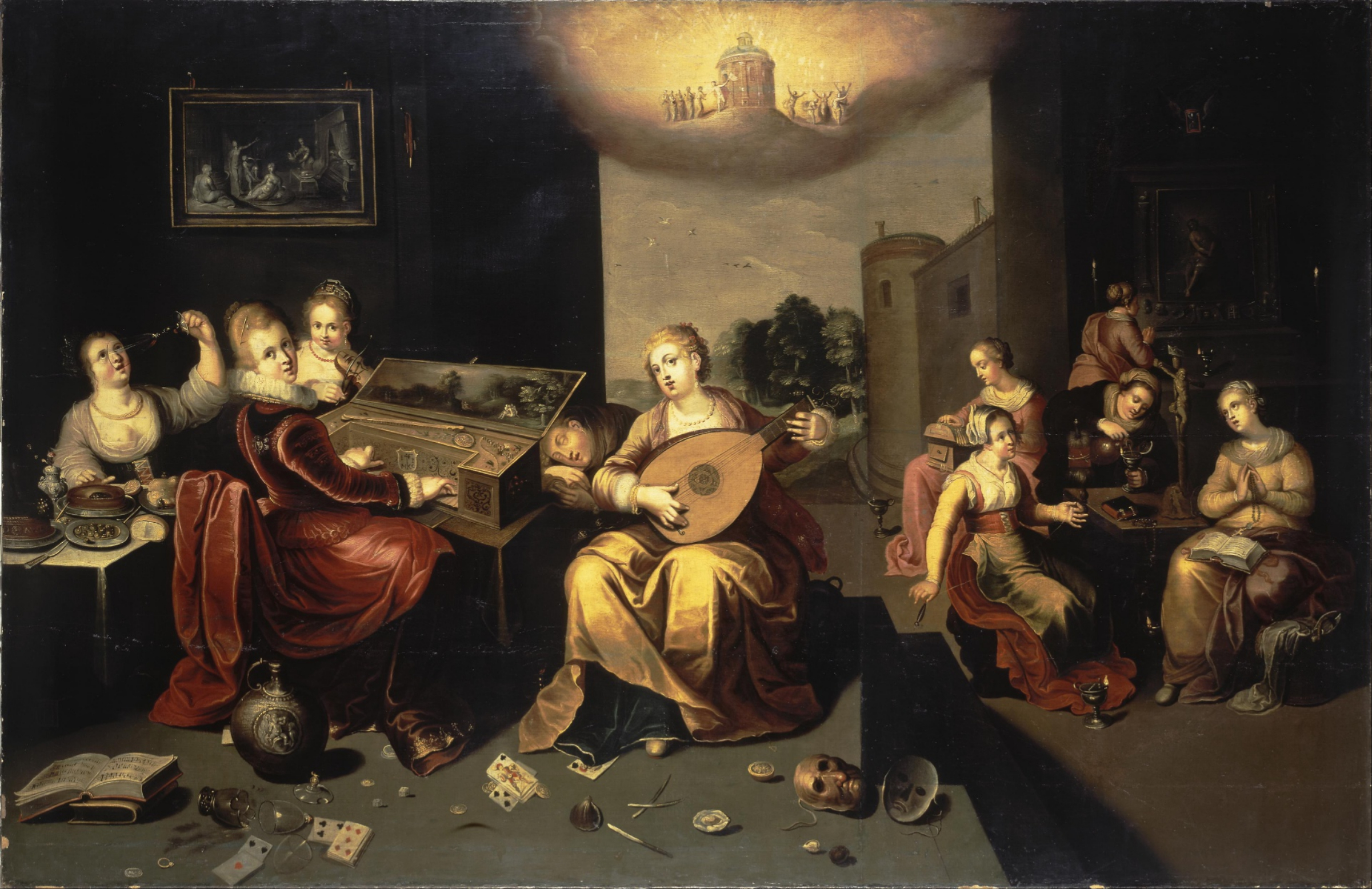
Hieronymus Francken le Jeune, Les Vierges sages et les Vierges folles, vers 1616. Musée de l'Ermitage.

## Musique
Plusieurs compositions de musique religieuse ont été inspirées par la parabole. Son message a notamment été repris dans l'hymne Wachet auf, ruft uns die Stimme, du pasteur allemand Philipp Nicolai, qui a été repris dans une cantate de Johann Sebastian Bach.